# De groote waereld in 't kleen geschildert
De groote waereld in ’t kleen geschildert (1692), geschreven door Wilhelmus Beurs, is een studieboek voor liefhebbers en leerlingen van de schilderkunst. Beurs was een uit Dordrecht afkomstige schilder die later in Zwolle woonde en daar ook les gaf. Het boek telt 193 pagina's en werd in Amsterdam gedrukt bij Johannes en Gillis Janssonius van Waesberge.

## Titel en frontispice
De titelpagina vermeldt als volledige titel: De groote waereld in ’t kleen geschildert, of schilderagtig tafereel van ’s weerelds schilderyen, kortelijk vervat in ses boeken. Verklarende de hooftverwen, haare verscheide mengelingen in oly, en der zelver gebruik. Omtrent de meeste vertoningen van de zigtbare natuire. Leersaamelijk den liefhebbers en leerlingen der ed. schilderkonst medegedeelt van Wilhelmus Beurs, schilder
Het frontispice toont een gravure van een lokaal waar een schilderles wordt gegeven. Op de prent zijn dertien figuren te zien, een aantal kijkt naar schilderijen aan de wand, centraal werkt iemand achter een schildersezel en op de voorgrond zijn een globe, boeken en muziekinstrumenten geplaatst. Deze kunnen verwijzen naar de kunsten, maar ook als object kunnen worden gebruikt in stillevens. Op de wand het motto 't Is alles koloryt.

## Inhoud

### Opdracht
Beurs draagt zijn boek op aan een viertal leerlingen, die hij vier jaar lang les heeft gegeven, de dames Aleida Greve, Anna Cornelia Holt, Sophia Holt en Cornelia van Marle. Hij schrijft in zijn opdracht: 

"Zeer geagte en geliefde Leerlingen, mijn vermaak en kroone. (...) U genegentheid, U verstand, en U onvermoeide bezigheid; om de Ed. Schilderkonst onder mijn opzigt te leeren, en over de vier jaren met aanwas van lust, en ongemeene voortgank voortgeset, hebben my in diervoegen opgewekt, dat ik, als U wel bewust is, niets ontzien heb; om by alle voorval, en zoo kort en openhartig, zonder iets te verbergen, U te onderwijzen, als doenlijk was: waar van ik mede naar mijn wensch de vrughten gesmaakt heb, alsge met elkanderen om prijs in deze Ed. konst gestadig hebt gestreden, en zoo vele schilderyen van allerley voorwerpen tot algemeen genoegen der aanschouwers geschildert. (...) En alhoewel men my mogelijk al te vrymoedig mogt oordelen; om mijn gering Werkje met zulke namen te versieren; zoo twijfel ik egter niet, of gy zult, als de grootste minnaressen dezer vrye konst, die hare oeffenaars vrymoedig maakt, door uwe vrye en edele geest, my deze toewyzinge ten besten afnemen, en dit gering teken van mijn opregte genegentheid gunstelijk ontfangen; waar door ik ook my op nieuws zal verpligt houden: om vorder te blyven, gelijk ik ben.

Na de opdracht richt Beurs zich in een voorrede van een aantal pagina's tot de lezer, waarin hij onder andere de verwachting uitspreekt dat bestudering van zijn werk vrucht oplevert "by die gene, die het openhertig en onverschillig leezen, wel overdenken, en neerstig oeffenen willen".

### Delen
Het boek is verdeeld in zes delen (boeken genoemd), elk weer onderverdeeld in hoofdstukken. Aan de orde komen onder meer verfsoorten, de primaire kleuren en kleurgebruik, het schilderen van luchten, landschappen, planten, stillevens, dieren en de mens.
1. Van de hooftverwen en haar gebruik aangewezen.
  1. Verwen en hooftverwen.
  2. Wit, en zijn mengzelen en trappen.
  3. Hooftverwen, haar aard, proeve, bereiding, gebruik en trappen.
  4. Schildertafereelen en hare bereidinge.
  5. Werktuigen om de verwen op 't tafereel te brengen.
  6. Wat verwen, wel en qualijk samenschikken.
  7. Trappen van wit in sneeuw, bloemen en stoffen.
  8. Geel en zijne trappen in bloemen en stoffen.
  9. Rood en zijne trappen in bloemen en stoffen.
  10. Blaauw en zijne trappen in stoffen en bloemen.
2. Van de menginge der hooftverwen en toepassinge, ook op Logt, Landschap en Wateren.
  1. Gemengde verwen in 't algemeen.
  2. Hoe en in wat ordre men alles aanlegt.
  3. Heldere logt, en overbrenging in landschap en wateren.
  4. Wolkagtige en betrokke logt ook overgebragt.
  5. De logt na de tijden des jaars en daags en overgebragt.
  6. Morgen en avondstonden ook overgebragt.
  7. Logt des Nagts en in Maanligt overgebracht etc.
  8. Logt in onweer en mengelingen in landschap en wateren.
3. Wateren, visschen, kruipend gedierte, en gevogelte.
  1. Van de wateren.
  2. Visschen, en met name de zeekrabben, kreeft en kabbeljauw.
  3. Eenige andere bekende visschen.
  4. Kruipend gedierte.
  5. Vogelen, en den arend, papegay, kalkhoen en ysvogel.
  6. Van de paauw.
  7. Vliegen, spinnen, capelletjes, torren, etc.
  8. Schoelappers, byen, vliegen, torren en 't vliegend hart.
4. Van velerhande, en wel het, swaarste stilleven.
  1. Hair, boomstammen, hout en metzelwerk.
  2. Van de metallen.
  3. Van glas, glazevaten zonder en met vogten daar in.
  4. Van peerlen en kostelijke gesteenten.
  5. Van ligt en brand des nagts.
5. 't Stilleven. Van boom, hester en aardvrugten.
  1. Van de druiven.
  2. Van persiken, abricosen en pruimen.
  3. Van appelen, peeren, meloenen en pompoenen.
  4. Van eenige aard en peulvrugten voor de keuken.
  5. Van eenige uitlandse vrugten.
6. Verwen van de viervoetige dieren en den mensch.
  1. Van de viervoetige dieren in 't gemeen.
  2. Van leeuwen en paarden.
  3. Van olyphanten, beeren en tygers.
  4. Van eenige tamme dieren ons meer bekent.
  5. Van schildpadden en stekelverkens.
  6. Van geslagt vlees, rauw, gekookt, versch en gesouten.
  7. Van een levendig mensch zijn kolorijt.
  8. 't Kolorijt van een doode.
  9. Besluit van 't gantse werk.

## Afbeeldingen

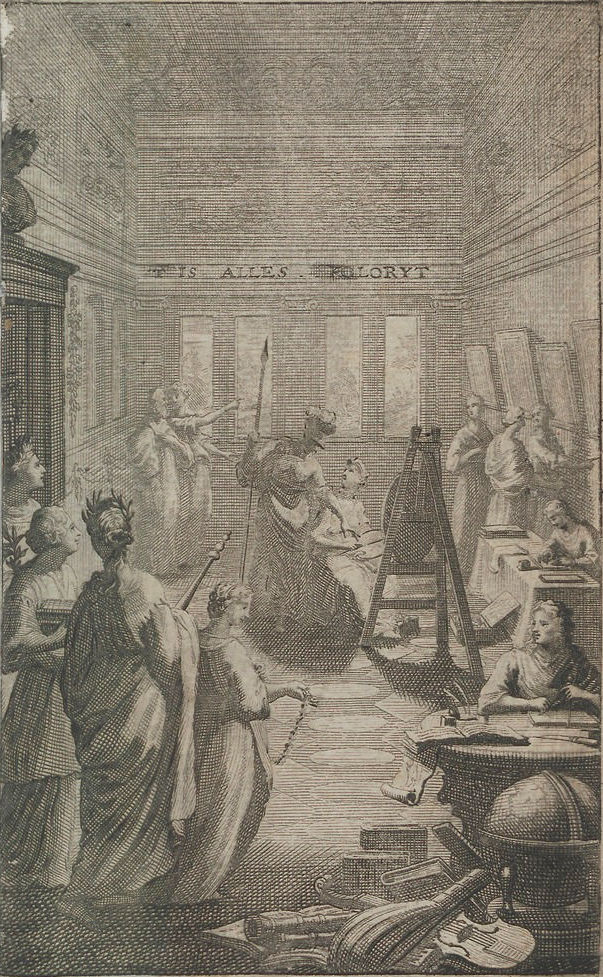
Frontispice
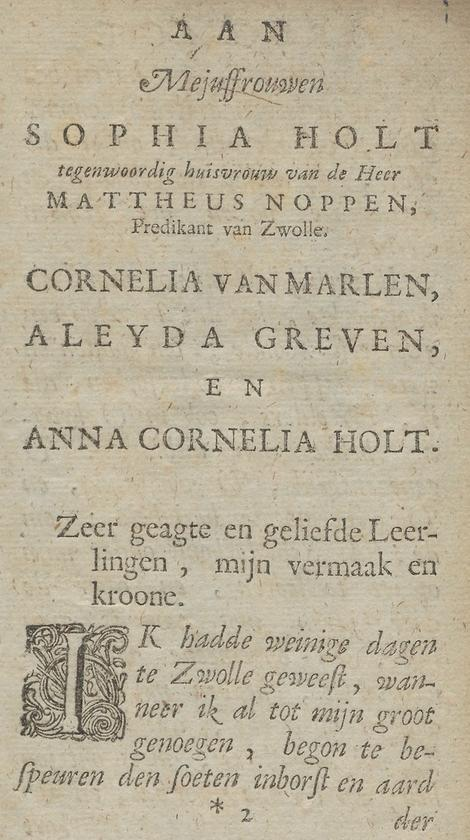
Opdracht